# Edwardsville (Illinois)
Edwardsville és una població dels Estats Units a l'estat d'Illinois. Segons el cens del tenia 24.047 habitants, 21.491 habitants, 7.975 habitatges, i 5.199 famílies. La densitat de població era de 598,2 habitants/km².